# Qa'a
Qa'a (2926—2890 TCN; hoặc Kaa hoặc Qáa), là vị vua cuối cùng của Vương triều thứ nhất. vương triều của ông kéo dài 33 năm vào giai đoạn cuối thế kỷ 30 TCN.

## Danh tính

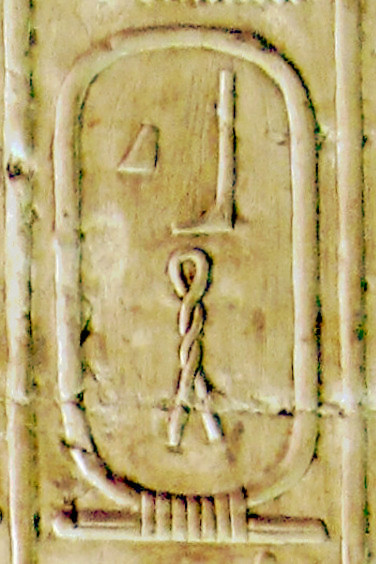
Qebeh, đồ hình với tên của Qa'a trong Danh sách Vua Abydos.

Manetho đã gọi Qa'a là Biénechês và cho rằng vương triều của ông kéo dài 26 năm. Những bản sao khác của tác phẩm Epithomes ghi lại tên của ông là Óubiênthis và Víbenthis theo cách gọi bằng tiếng Hy Lạp.

## Gia đình
Cha mẹ của Qa'a không được biết rõ, nhưng các nhà nghiên cứu đều cho rằng có thể Adjib hoặc Semerkhet là cha của ông, dựa theo truyền thống truyền ngôi lại cho người con trai cả. Nếu những gì được Manetho ghi lại là chính xác thì chắc chắn Semerkhet là cha của ông.

## Vương triều
Không có nhiều thông tin được lưu giữ lại về vương triều của Qa'a, nhưng có vẻ như ông đã trì vì trong một thời gian dài (khoảng 33 năm). Một số chữ khắc trên bình đá đã đề cập đến một lễ hội Sed thứ hai của Qa'a, điều này chỉ ra rằng ít nhất ông đã trì vì 33 năm. Theo truyền thống, lễ hội Sed đầu tiên thường không được cử hành trước năm trì vì thứ 30 của nhà vua, và các lễ hội Sed sau này được tổ chức lặp đi lặp lại mỗi ba năm một lần. Tấm bia đá Cairo chỉ đề cập đến năm mà nhà vua lên ngôi và một số sự kiện tôn giáo thông thường được các vị vua tiến hành. Rất nhiều tấm thẻ bằng ngà voi có niên đại thuộc vào vương triều của ông cũng chỉ đề cập đến những điều tương tự như vậy, như là mô tả và liệt kê những đồ tùy táng và của cải thuộc sở hữu của nhà vua. Một số mastaba của các quan đại thần có niên đại thuộc vương triều của Qa'a như: Merka (S3505), Henuka, Neferef và Sabef (được chôn trong nghĩa địa hoàng gia của Qa'a)

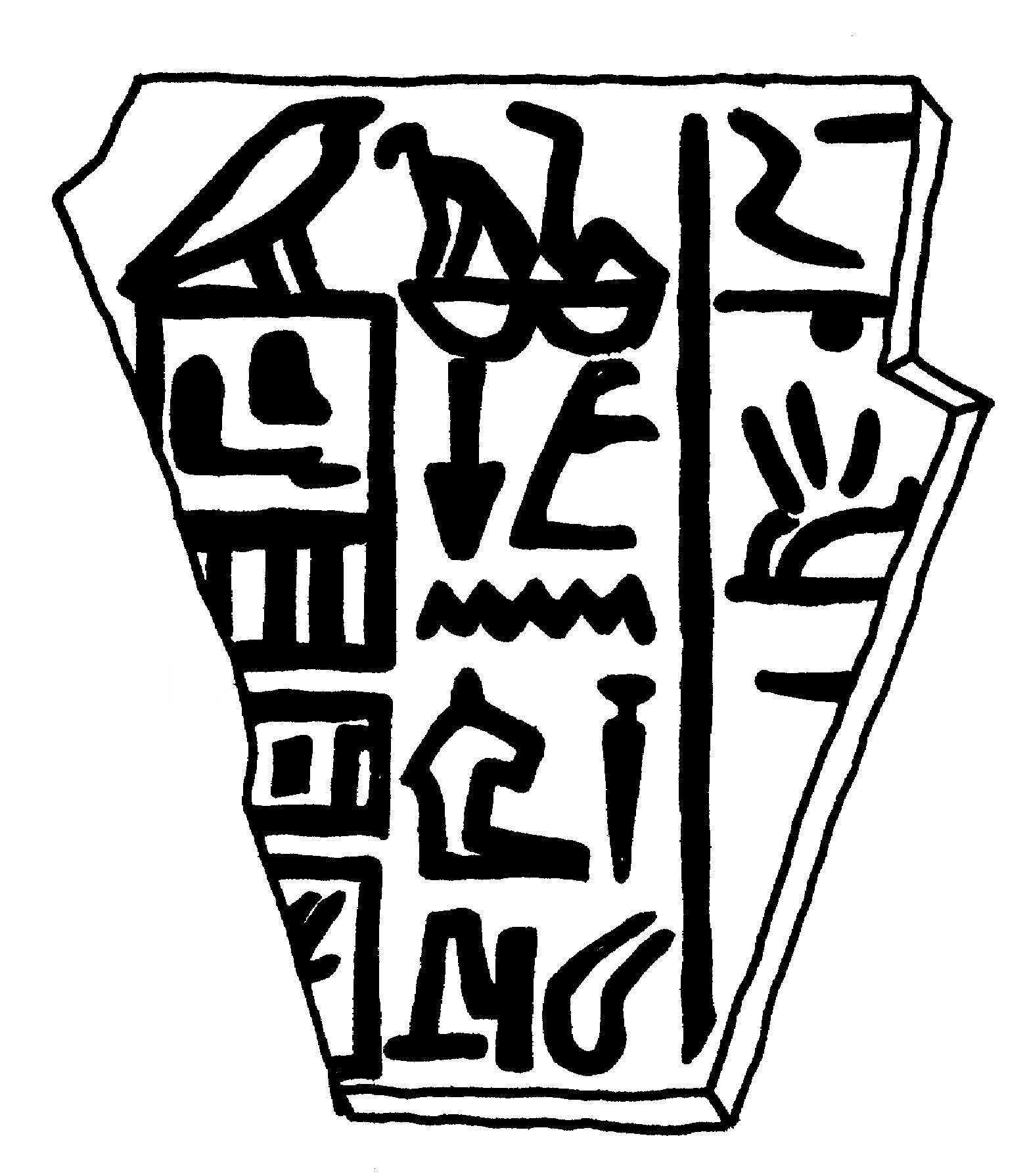
Tấm thẻ ngà voi của Qa'a với tên serekh và Nebty của ông:sn.

## Kết thúc vương triều
Bất chấp việc Qa'a đã có một vương triều lâu dài và thịnh vượng, có nhiều bằng chứng cho thấy rằng sau khi ông qua đời, một cuộc nội chiến giữa các hoàng tộc khác nhau đã sảy ra nhằm tranh đoạt ngai vàng bỏ trống. Trong ngôi mộ của viên đại thần Merka, một chiếc bình đá với tên của một vị vua khác là Sneferka đã được tìm thấy. Hiện chưa rõ liệu "Sneferka" là một tên gọi khác của Qa'a hay chỉ là một vị vua sớm nở chóng tàn khác. Những nhà Ai Cập học như Wolfgang Helck và Toby Wilkinson còn chỉ ra một vị vua bí ẩn khác nữa có tên là "Horus Chim", tên của ông ta đã được tìm thấy trên những mảnh bình vỡ và có niên đại thuộc vào thời kỳ cuối của vương triều thứ nhất. Họ đã mặc nhiên thừa nhận rằng cả Sneferka và Horus Chim đã tham gia vào cuộc chiến tranh giành ngai vàng nhưng sau đó vua Hotepsekhemwy lại mới là người kết thúc cuộc nội chiến và cuối cùng trở thành vị vua sáng lập nên Vương triều thứ hai của Ai Cập. Manh mối củng cố vững chắc thêm cho giả thuyết này đó là vết tích của những vụ cướp mộ và dấu vết của hỏa hoạn đã được tìm thấy trong các ngôi mộ hoàng gia ở Abydos. Những con dấu bằng đất sét của Hotepsekhemwy được tìm thấy trong ngôi mộ của Qa'a có thể cho thấy rằng ông ta đã khôi phục lại ngôi mộ hoặc tái an táng Qa'a, có thể là nhằm để hợp thức hóa sự cai trị của ông ta.

## Ngôi mộ

Bản đồ ngôi mộ của Qa'a.

Qa'a đã có một ngôi mộ khá lớn ở Abydos với kích thước 98,5 x 75,5 feet hoặc 30 x 23 mét. Ngôi mộ này đã được các nhà khảo cổ học người Đức khai quật vào năm 1993 và bao gồm 26 ngôi mộ phụ khác. Một vết dấu triện mang tên của Hotepsekhemwy đã được viện khảo cổ học Đức tìm thấy ở gần lối vào ngôi mộ của Qa'a (Ngôi mộ Q) vào giữa những năm 1990. Việc phát hiện ra vết dấu ấn triện này đã được giải thích như là bằng chứng cho thấy Hotepsekhemwy, vị vua sáng lập nên Vương triều thứ hai của Ai Cập, đã tiến hành chôn cất Qa'a và sau đó kế vị ông theo như Manetho ghi lại. Tấm bia mộ của Qa'a hiện nay đang được trưng bày tại Bảo tàng Khảo cổ học và nhân chủng học của Đại học Pennsylvania.